# Казе дел Гало (Торино)
Казе дел Гало је насеље у Италији у округу Торино, региону Пијемонт.
Према процени из 2011. у насељу је живело 25 становника. Насеље се налази на надморској висини од 814 м.